# ماریو آردیسون
ماریو آردیسون (به ایتالیایی: Mario Ardissone) بازیکن فوتبال و مدافع اهل ایتالیا است که از سال ۱۹۲۴ میلادی عضو تیم ملی فوتبال ایتالیا بوده و در ۲ بازی ملی حضور داشته‌است. او در بازی‌های ملی‌اش گلی به ثمر نرساند.
ماریو آردیسون آخرین بازی ملی خود را در سال ۱۹۲۴ میلادی انجام داد.